# Bythiospeum excelsior
Bythiospeum excelsior е вид коремоного от семейство Hydrobiidae.

## Разпространение и местообитание
Видът е разпространен в Австрия.
Обитава сладководни басейни, скалисти дъна и потоци.